# 非平衡態熱力學
非平衡態熱力學是熱力學的一門分支，研究時變熱力學系統、不可逆轉變和開始系統。非平衡態熱力學，和平衡態熱力學相對，是研究在非零合力、流動及產生熵，但沒有時間變動的穩定態中最成功的一門學科。早期所發現的非平衡態系統為BZ化學振盪器。

## 基本概念
平衡態熱力學中基本的熱力學勢能為內能（U），和其變體焓（H=U+PV）、亥姆霍茲自由能（A=U-TS）或吉布斯能（G=U+PV-TS）。但在非平衡態熱力學裡，熵（S）才是最重要的。不可逆轉變被靜熵生成所描繪。
非平衡態熱力學被用來不是熱力學平衡，但可以分成足夠小的系統在還夠大到可以就熱力學應用在它身上的子系統的研究系統上。此一假設被稱為局部平衡。在某些例子中，有一堆分離的系統經由一堆分離的接連來相互作用著。連續系統則由測量每單位體積的外延量（如密度）及認為內涵量有局部定義的值來研究；這表示所有的熱力學變數都可以用場來表示。內涵量的不同或梯度被稱為熱力學作用力，且會導致外延量的流動。
當一開放系統被允許達到一穩定態時，它會安排地讓它自己達到最小的總熵值。此一被伊利亞·普里高津和其他人所重視的原理允許使用變分原理來公式化穩定態非平衡態熱力學。另一個有力的工具為昂薩格倒易關係，它表示在兩個流動至其他的不同熱力學作用力的反應之間有著某些對稱。

## 流動與力

### 定義和連續方程
假設熵S是一堆外延量{\displaystyle E_{i}}的函數。每一個外延量有其共軛的內涵量
{\displaystyle I_{i}:=\partial {S}/\partial {E_{i}}}
使得
{\displaystyle \ dS=\sum _{i}I_{i}dE_{i}}。
此一共軛內涵量的梯度被稱為熱力學作用力
{\displaystyle \mathbf {F} _{i}=-\nabla I_{i}}。
這些力會導致相對應的外延量的通量。每一個外延量{\displaystyle E_{i}}都被假定是保守的。亦即下列的連續方程成立：
{\displaystyle \partial {E_{i}}/\partial {t}+\nabla \cdot \mathbf {J} _{i}=0}
其中，{\displaystyle \mathbf {J} _{i}}是{\displaystyle E_{i}}的通量密度。
若有需要，亦可以在等式右邊加上一來源項。

### 例子
熱力學的基本關係
{\displaystyle dS={\frac {1}{T}}dU+{\frac {p}{T}}dV-\Sigma _{i=1}^{k}{\frac {\mu _{i}}{T}}dn_{i}}
表示一系統中熵的變量dS是內涵量溫度T、壓力p和第i個化學勢{\displaystyle \mu _{i}}，及外延量能量U、體積V和第i個粒子量{\displaystyle n_{i}}的微分的函數。
以U、V及{\displaystyle n_{i}}來做為外延量的基底，然後將可見其相對應的熱力學作用力分別為1/T、p/T及{\displaystyle \mu _{i}/T}的梯度。

## 熵生成、第二定律及昂薩格關係
由上述可知，熵的時變量為
{\displaystyle \partial {S}/\partial {t}=-\sum _{i}I_{i}\,\nabla \cdot \mathbf {J} _{i}=-\nabla \cdot \sum _{i}I_{i}\mathbf {J} _{i}+\sum _{i}\nabla {I_{i}}\cdot \mathbf {J} _{i}{\mbox{.}}\!}
這裡，Σi IiJi為一可逆的熵流動(導致熵傳過系統的邊界)及Σi ∇Ii · Ji為主體熵生成的速率。
在此一文章中，熱力學第二定律可以是指熵生成的速率必須為非負數的，即
Σi ∇Ii · Ji ≥ 0.
不然，將可能建造出一個可能在獨立系統中導致熵減少的熱力學作用力和流動的情形。此一條件限制了在沒有外力之下，給定一熱力學作用力的流動之可能性。
在流動很小，且熱力學作用力也變化地很緩慢的架構下，兩者之間存在著一線性關係，可以由一標記為L的矩陣來參數化：
Ji = Σj Li'j ∇Ij.
熱力學第二定律即需要矩陣L為正定矩陣。包含著力學中微觀可逆生考量的統計力學意味著此一矩陣為對稱矩陣。此一事實稱為昂薩格倒易關係。

## 另見
- 熵 (熱力學)
- 熵 (資訊理論)
- 自我組織
- 自組化臨界（英语：Self-organized criticality）
- 統計力學
- 計算物理學
- 混沌

## 外部連結
- Nonequilibrium Thermodynamics of Small Systems - PhysicsToday.org
- Into the Cool - 2005 book by Dorion Sagan and Eric D. Schneider, on nonequilibrium thermodynamics and evolutionary theory.